# Нкомо, Джон
Джон Ланда Нко́мо (англ. John Landa Nkomo; 22 августа 1934 — 17 января 2013) — государственный деятель Зимбабве. Занимал должность второго вице-президента страны с 13 декабря 2009 по 17 января 2013 года.

## Биография
Родился 22 августа 1934 года в Южной Родезии.
В молодости Джон Нкомо был активным сторонником партии Союз африканского народа Зимбабве (ЗАПУ), ставшей преемником запрещенного в Южной Родезии национального конгресса.
В ноябре 2006 года был спикером парламента Зимбабве.
В 2009 году Нкомо приступил к обязанностям вице-президента страны, эту должность он занимал до самой смерти.
17 января 2013 года скончался в ЮАР, где проходил курс лечения от рака.